# Застава Крагујевца
Стег (застава) града Крагујевца је квадратан, беле боје, са представом хералдичког крагуја спремног на узлет који стоји на одсеченој плодној грани храста - култног дрвета Словена, а посебно Срба, мотиву посебно дубоке духовне симболике. У горњем хералдички десном кантону је поновљен мотив сребрног крста са четири сребрна оцила са подсећањем на значај Крагујевца као центра Србије и некадашње српске престонице.